# Novodvorský rybník II
Novodvorský rybník II  je rybník o rozloze vodní plochy 1,4 ha nalézající se na Svébořickém potoce asi 1,7 km severovýchodně od centra obce Hvězdov v okrese Česká Lípa. 
Rybník je ve vlastnictví Vojenských lesů a je využíván pro chov ryb. 

## Galerie

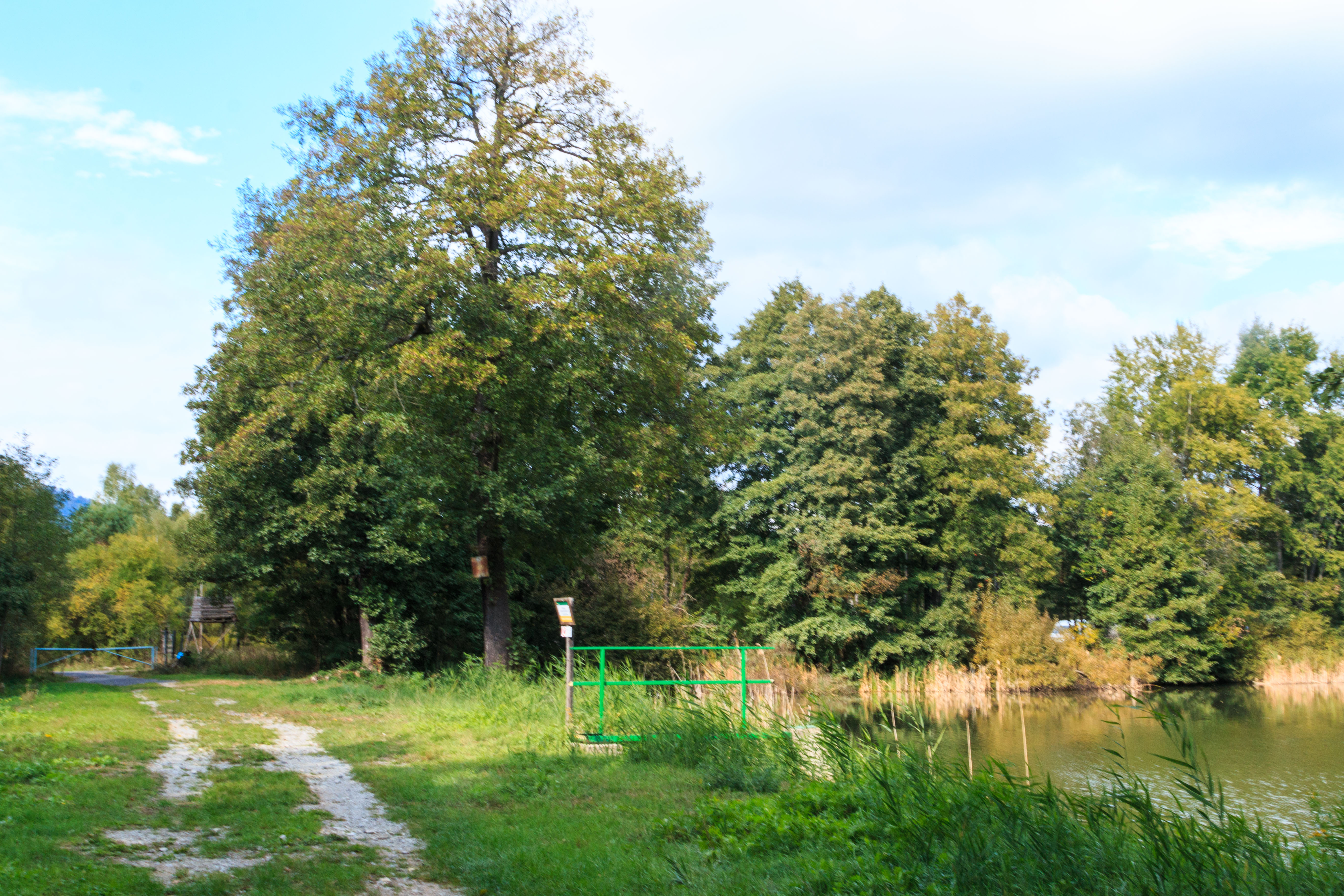
pohled na Novodvorský rybník II
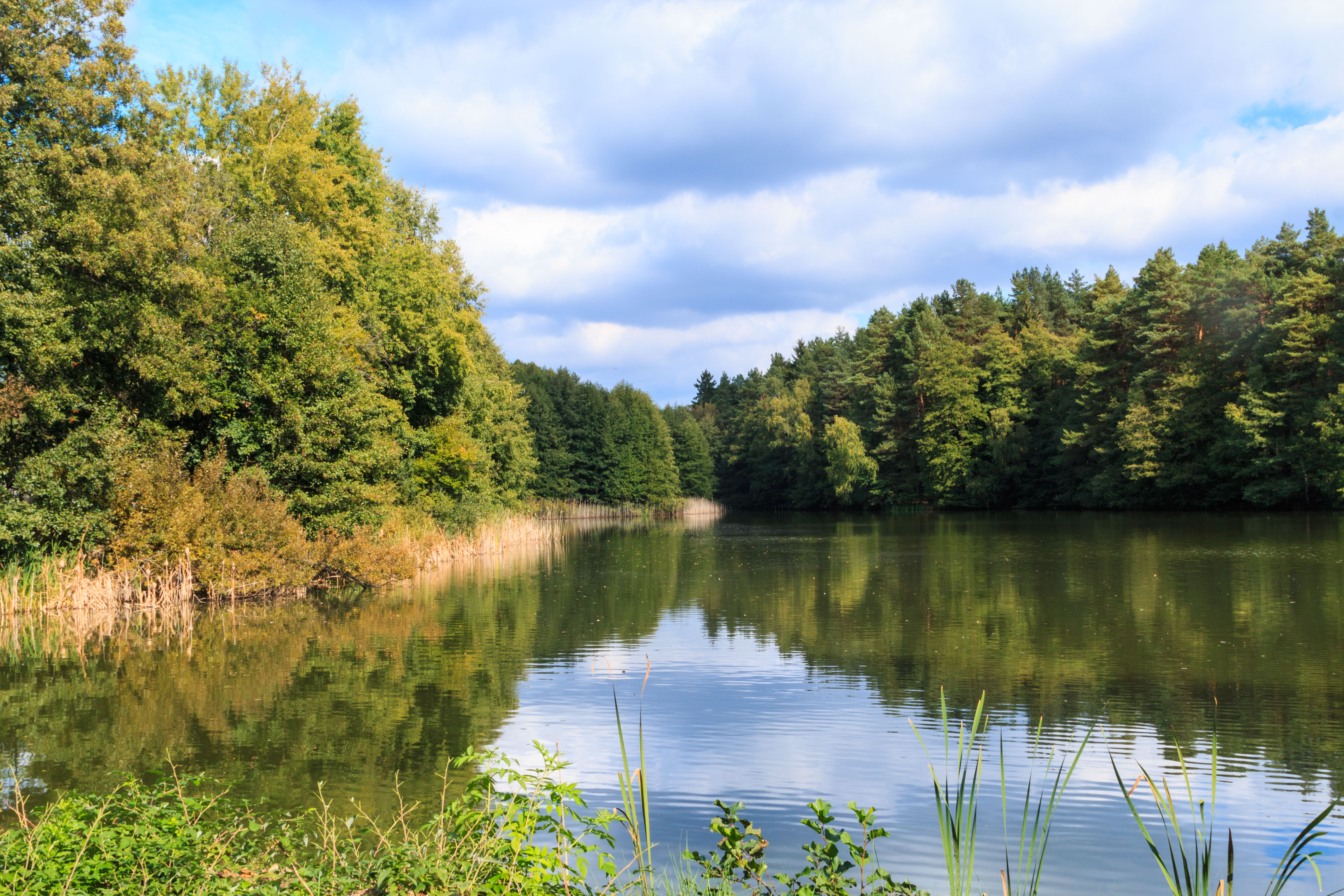
pohled na Novodvorský rybník II
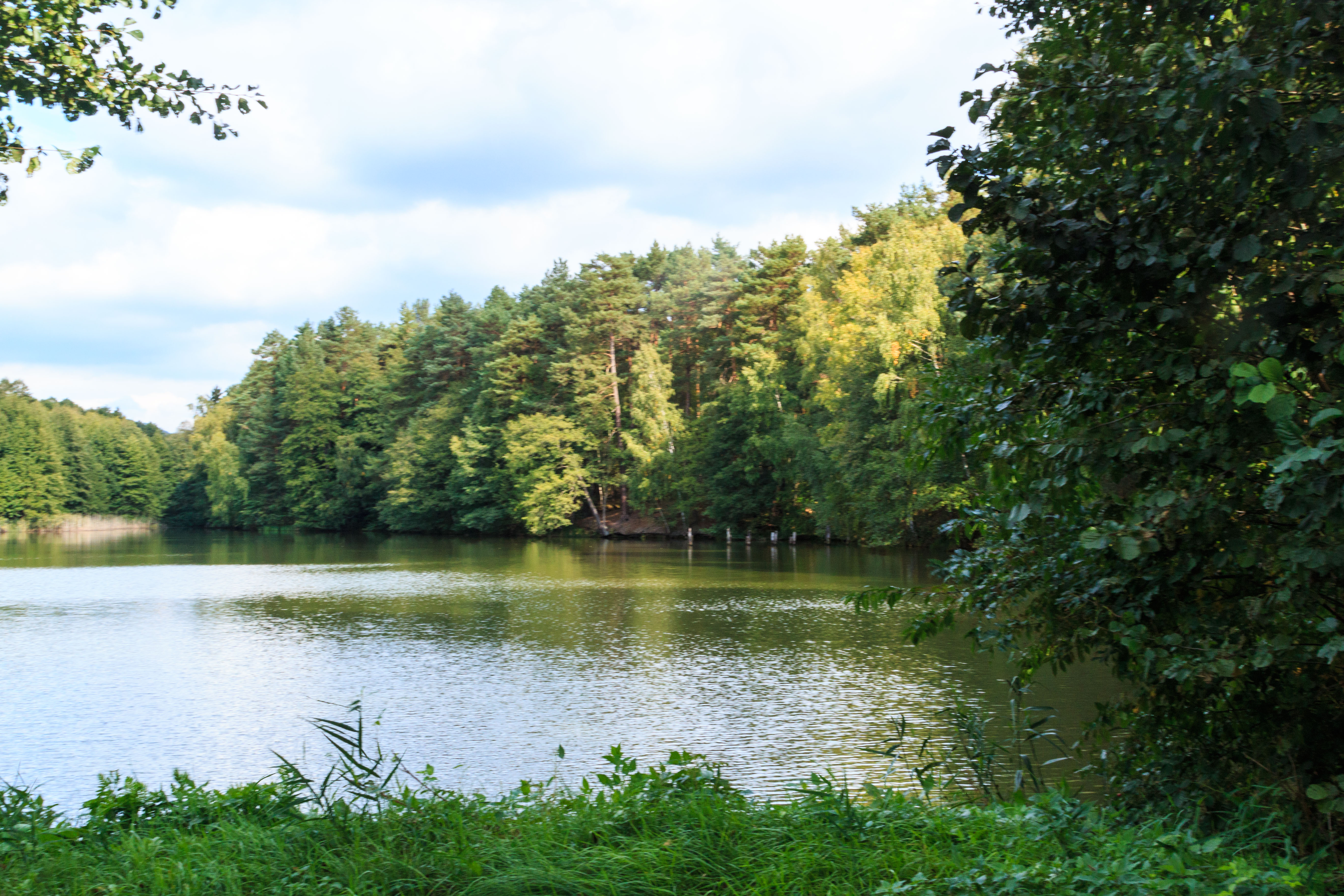
pohled na Novodvorský rybník II